# Donatien Alphonse François de Sade
Donatien Alphonse François de Sade, znan bolj kot markiz de Sade oziroma marki de Sade, francoski plemič, revolucionar, filozof in politik, * 2. junij 1740, Pariz, Francija, † 2. december 1814, Charenton-Saint-Maurice, Val-de-Marne, Francija.
De Sade je bil francoski aristokrat, ki je postal znan po romanih, polnih seksualnega nasilja, pri čemer je bilo njegovo najvišje gonilo zadovoljevanje osebnih užitkov. Zato je seksualni sadizem kot ena od oblik spolnosti imenovan po njem.

## Življenjepis
Za razumevanje njegovega dela je treba upoštevati, da je de Sad izviral iz vplivne in premožne družine Grofov de Sadi, ene najimenitnejših plemiških družin v Provansi. 
Bil je v vojski in je sodeloval v sedemletni vojni. Leta 1772 je bil vpleten v škandal, ko je v Marseilleu z visoko, vendar ne smrtonosno dozo kantaridina (močnega afrodiziaka) zastrupil nekaj tamkajšnjih prostitutk. Ni povsem znano, ali je tako previsoko dozo odmeril namenoma. Sodišče v Aixu ga je v odsotnosti obsodilo na smrt. Zaradi močnega vpliva njegove družine so kazen kasneje tako rekoč preklicali in mu naložili samo 50 funtov, ki jih je moral plačati blagajni za siromake. 
Kljub temu so ga iz ječe namesto leta 1779 izpustili šele 1790. leta, kar pripisujejo predvsem vplivu njegovih sovražnikov. Osvobodili so ga torej šele, ko je narodna skupščina razglasila, naj osvobodijo vse, ki so v zaporih brez redne prave sodbe. Ocenjujejo, da je sedenje v ječi škodovalo njegovemu  duševnemu zdravju.
Ni nepomembno, da so mu sicer  očitali  še eno seksualno hudodelstvo, in sicer štiri leta pred incidentom v Marseillu, ko je še kot mlad oficir v poletni hišici zvezal in grozil z nožem deklici, ki ga je na pariških ulicah prosila za vbogajme. Trdil je, da je bil incident samo šala. Res se je žrtev lahko osvobodila in se rešila skozi okno. 
Umrl je leta 1814 v norišnici v Charetonu.

## Pisateljsko delo
Kot jetnik v Bastilji je začel pisati roman, ki naj bi ponazoril vse mogoče perverznosti. Napisal je tudi kopico povprečnih in nepomembnih gledaliških iger. 
Najbolj znan je postal zaradi svoje domišljije, ki je vedno krožila okoli spolnosti in nasilja. Tako je leta 1791 anonimno izdal prvi in najznamenitejši sadistični roman Justine ou les Malheurs de la Vertu, ki sodi v dolgo serijo nravstvenih romanov o padlih deklicah, kar je bilo značilno za 18. stoletje. Vendar je pri de Sadu zgodba obratna:  grehota doživi plačilo, krepost pa trpi in se mora ponižati. Opisuje usodo dveh pariških bankirskih hčera, ko se morata po očetovi smrti sami prebijati skozi življenje. Starejša, brezvestna in krepka Juliette, zaide v gosposki bordel, se poroči z enim svojih odjemalcev, ki ga kasneje zastrupi. Mlajša sestra, plaha Justine, pa poskuša braniti krepost, jo posilijo, po krivem osumijo in pahnejo v ječo. Nazadnje pa se je polasti refiniran seksualni morilec. 
Markiza de Sada so opisovali kot pravo pravcato pošast, vendar to ni izviralo iz njegovega življenjepisa, marveč predvsem iz njegovih literarnih del. Danes ga zgodovina sodi predvsem kot pervertiranca peresa. Glavna dela Markiza de Sada:
- 120 dni Sodome (objavljena po njegovi smrti)
- Julliete Justine
- Zločini iz ljubezni
- Incest